# Simon Day
Simon Day (7 juni 1962) is een Brits komiek.
Hij werd het meest bekend door zijn gevarieerde rollen in de sketchshow The Fast Show en de sitcom Grass. In 1994 had hij een bijrol in de kerstspecial van EastEnders, waar hij een taxichauffeur speelde. Ook speelde hij in 2009 mee in de film The Imaginarium of Doctor Parnassus als oom Bob.